# Verkehrsgesellschaft Zweibrücken

Historisches Logo Verkehrsgesellschaft Zweibrücken

Historisches Logo Stadtbus Zweibrücken

Die Verkehrsgesellschaft Zweibrücken mbH (VGZ) ist der Betreiber des Stadtbusnetzes in Zweibrücken. Mit ihren acht Linien gehört die VGZ zu 100 % zur Transdev GmbH. Die VGZ fährt innerhalb des Verkehrsverbundes Rhein-Neckar.

## Geschichte
Die VGZ nahm ihren Betrieb am 23. Dezember 1950 als Abteilung Verkehrsbetrieb der Stadtwerke Zweibrücken mit zwei Omnibussen auf. Am 1. November 2000 übernahm die Rhenus Veniro GmbH & Co. KG, die 2019 in Transdev SE & Co. KG umfirmierte, die VGZ im Zuge der Privatisierung. Über viele Jahre wurde das Liniennetz immer wieder optimiert, so dass die Innenstadt heute im Stunden- bzw. Halbstundentakt mit den Vororten verbunden wird. Das Verkehrsunternehmen betreibt die Busstrecken im Umland von Zweibrücken und St. Wendel.

## Linienübersicht
So sieht das aktuelle Liniennetz aus:
- Linie 221 Gleiwitzstraße (Langental) – ZOB – Rimschweiler
- Linie 222 Europaring (Ernstweiler) – ZOB – Hengstbach
- Linie 223 Wolfsloch (Bubenhausen) – ZOB – Mölschbacher Str. (Wattweiler)
- Linie 224 Otterstein (Niederauerbach) – ZOB – Pasteurstr. (Fasanerieberg)
- Linie 225 J.-F.-Kennedy-Str. (Niederauerbach) – ZOB – Pasteurstr. (Fasanerieberg)
- Linie 226 (Mörsbach –) Kreuzberg – ZOB – Flughafen/Zweibrücken Fashion Outlet
- Linie 228 Zweibrücken ZOB – Fuchslöcher – Hauptbahnhof – ZOB – Europaring – ZOB
- Linie 229 Europaring (Ernstweiler) – Wolfsloch (Bubenhausen) – ZOB